# 埃丝米·布思
埃丝米·布思（英語：Esme Booth，1998年12月23日—），英国女子赛艇运动员，2022年欧洲赛艇锦标赛女子双人单桨无舵手和女子八人单桨有舵手银牌得主、2024年欧洲赛艇锦标赛女子四人单桨无舵手金牌得主和女子八人单桨有舵手银牌得主、2024年夏季奥林匹克运动会女子四人单桨无舵手银牌得主。